# 구르니크 웽치나
구르니크 웽치나(Górnik Łęczna)는 폴란드에 있는 웽치나를 연고로 하는 축구 클럽이다. 이 팀은 1979년 9월 20일에 창단 되었으며 현재 엑스트라클라사에 참가하고 있다.

## 선수단

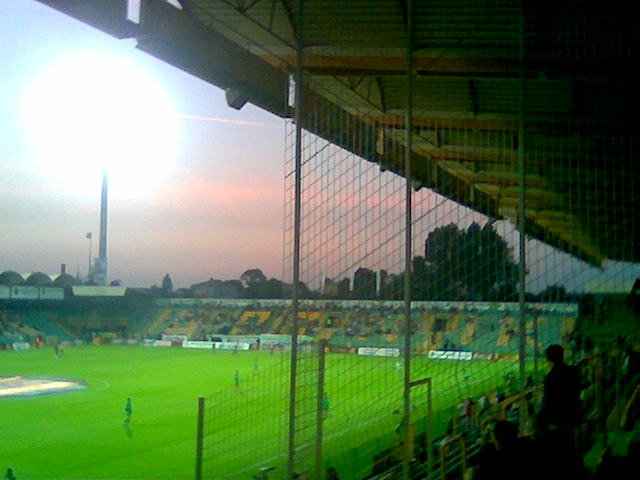
스타디온 구르니크

### 현재 소속 선수
2025년 2월 28일 기준

참고: FIFA 자격 규정에 따라 소속된 국가대표팀 국기를 표시합니다. 선수는 복수의 FIFA 비회원국 국적을 가지고 있을 수 있습니다.
| 번호 | 포지션 | 국적         | 이름                  |
| ---- | ------ | ------------ | --------------------- |
| 1    | GK     | 슬로바키아   | 브라니슬라프 핀드로흐 |
| 30   | MF     | 우즈베키스탄 | 베크조드 아크메도프   |

| 번호 | 포지션 | 국적       | 이름            |
| ---- | ------ | ---------- | --------------- |
| 95   | FW     | 크로아티아 | 마르코 로기니치 |

## 역대 감독
| 감독              | 임기        |
| ----------------- | ----------- |
| 프란치셰크 스무다 | 2016 ~ 2017 |
| 프란치셰크 스무다 | 2018 ~ 2019 |

## 같이 보기
- UEFA 챔피언스리그